# Sassoforte
Il Sassoforte è un rilievo montuoso toscano, nella catena che un tempo circondava il lago Prile, dalla cui cima si possono vedere le Colline Metallifere, Siena e a tempo favorevole la Corsica.
Alto 800 m, è in parte occupato dal biotopo omonimo, un'area di notevole interesse naturalistico.
Sul monte, in cui sono presenti scavi archeologici, è da visitare il castello di Sassoforte, nel comune di Roccastrada. Sul lato orientale del monte si trovano le sorgenti del torrente Bai.